# Championnat des Antilles néerlandaises de football 1965
Navigation
Saison 1963 Saison suivante
La saison 1965 du Championnat des Antilles néerlandaises de football est la cinquième édition de la Kopa Antiano, le championnat des Antilles néerlandaises. Les deux meilleures équipes de Curaçao et d'Aruba se rencontrent lors d'un tournoi inter-îles. 
Les quatre clubs qualifiés sont regroupés au sein d'une poule unique où chaque équipe rencontre deux fois ses adversaires. L'équipe en tête de la poule est sacrée championne des Antilles néerlandaises.
C'est le SV Racing Club Aruba, champion d'Aruba, qui est sacré cette saison après avoir terminé en tête de la poule, devant le CRKSV Jong Holland, vice-champion de Curaçao. Il s’agit du tout premier titre de champion des Antilles néerlandaises de l’histoire du club et du premier titre remporté par une formation d'Aruba.

## Compétition
Le barème utilisé pour établir le classement est le suivant :
- Victoire : 2 points
- Match nul : 1 point
- Défaite : 0 point

### Championnat d'Aruba
| Rang | Équipe                | Pts | J  | G  | N | P  | Bp | Bc | Diff |
| ---- | --------------------- | --- | -- | -- | - | -- | -- | -- | ---- |
| 1    | SV Racing Club Aruba  | 23  | 14 | 11 | 1 | 2  | 40 | 20 | +20  |
| 2    | SV Tropical           | 21  | 14 | 9  | 3 | 2  | 29 | 17 | +12  |
| 3    | SV DakotaT            | 19  | 14 | 8  | 3 | 3  | 27 | 11 | +16  |
| 4    | SV La Salle           | 16  | 14 | 6  | 4 | 4  | 29 | 18 | +11  |
| 5    | SV Jong Aruba         | 12  | 14 | 5  | 2 | 7  | 26 | 29 | -3   |
| 6    | San Nicolas Juniors   | 12  | 14 | 5  | 2 | 7  | 25 | 38 | -13  |
| 7    | SV Sport Boys         | 9   | 14 | 3  | 3 | 8  | 32 | 32 | 0    |
| 8    | Juventud MillonariosP | 0   | 14 | 0  | 0 | 14 | 13 | 56 | -43  |

|  | Champion de Curaçao 1965 et qualification pour la Kopa Antiano |
|  | Qualification pour la Kopa Antiano                             |
|  | Relégation directe en deuxième division                        |
|  | T : Tenant du titre P : Promu de deuxième division             |

### Championnat de Curaçao
| Rang | Équipe                    | Pts | J  | G  | N | P | Bp | Bc | Diff |
| ---- | ------------------------- | --- | -- | -- | - | - | -- | -- | ---- |
| 1    | RKSV Scherpenheuvel       | 21  | 14 | 10 | 1 | 3 | 35 | 19 | +16  |
| 2    | CRKSV Jong Holland        | 17  | 14 | 7  | 3 | 4 | 25 | 18 | +7   |
| 3    | RKVFC Sithoc              | 16  | 14 | 5  | 6 | 3 | 20 | 15 | +5   |
| 4    | CRKSV Jong ColombiaT      | 15  | 14 | 5  | 5 | 4 | 25 | 12 | +13  |
| 5    | Sport Unie Brion-Trappers | 13  | 14 | 5  | 3 | 6 | 22 | 34 | -12  |
| 6    | SV WackerP                | 12  | 14 | 5  | 2 | 7 | 18 | 26 | -8   |
| 7    | SV Veendam                | 10  | 14 | 3  | 4 | 7 | 17 | 25 | -8   |
| 8    | VESTA WillemstadP         | 8   | 14 | 3  | 2 | 9 | 15 | 28 | -13  |

|  | Champion de Curaçao 1965 et qualification pour la Kopa Antiano |
|  | Qualification pour la Kopa Antiano                             |
|  | Relégation directe en deuxième division                        |
|  | T : Tenant du titre P : Promu de deuxième division             |

### Kopa Antiano
| Rang | Équipe               | Pts | J | G | N | P | Bp | Bc | Diff |  | Résultats (▼ dom., ► ext.) | Rac | JHo | Sch | Tro |
| ---- | -------------------- | --- | - | - | - | - | -- | -- | ---- |  | -------------------------- | --- | --- | --- | --- |
| 1    | SV Racing Club Aruba | 9   | 6 | 4 | 1 | 1 | 9  | 5  | +4   |  | SV Racing Club Aruba       |     | 0-2 | 2-0 | 2-1 |
| 2    | CRKSV Jong Holland   | 8   | 6 | 3 | 2 | 1 | 14 | 4  | +10  |  | CRKSV Jong Holland         | 1-1 |     | 1-1 | 5-0 |
| 3    | RKSV Scherpenheuvel  | 7   | 6 | 3 | 1 | 2 | 8  | 8  | 0    |  | RKSV Scherpenheuvel        | 1-3 | 2-1 |     | 2-0 |
| 4    | SV Tropical          | 0   | 6 | 0 | 0 | 6 | 2  | 16 | -14  |  | SV Tropical                | 0-1 | 0-4 | 1-2 |     |

|  | Champion des Antilles néerlandaises 1965 |

## Bilan de la saison
| Championnat des Antilles néerlandaises de football 1965 |                                  |
| Champion                                                | SV Racing Club Aruba (1er titre) |
| Promotions et relégations                               |                                  |
| Promus en Kopa Antiano                                  | Aucun                            |
| Relégués                                                | Aucun                            |